# Animal Logic (musikalbum)
Animal Logic är ett musikalbum av gruppen Animal Logic som släpptes den 3 oktober 1989.

## Låtlista
1. "There's a Spy (In the House of Love)" (Deborah Holland) - 4:13
2. "Someday We'll Understand" (Deborah Holland) - 3:36
3. "Winds of Santa Ana" (Deborah Holland) - 3:37
4. "I'm Through With Love" (Deborah Holland) - 3:36
5. "As Soon as the Sun Goes Down" (Frankie Blue/Deborah Holland) - 4:22
6. "I Still Feel for You" (Deborah Holland) - 3:06
7. "Elijah" (Deborah Holland) - 4:00
8. "Firing Up the Sunset Gun" (Deborah Holland) - 3:54
9. "Someone to Come Home To" (Holland/Air/Goodwin/Vincent) - 4:04
10. "I'm Sorry Baby (I Want You Back in My Life)" (Deborah Holland) - 2:50

## Medverkande
- Stanley Clarke - bas, producent
- Stewart Copeland - trummor, producent
- Peter Haycock - gitarr
- Deborah Holland - sång
- Steve Howe - gitarr
- Freddie Hubbard - trumpet
- Lakshminarayana Shankar - fiol
- Michael Thompson - banjo, gitarr